# Algueirão-Mem Martins
Algueirão-Mem Martins ist eine Kleinstadt und Gemeinde in Portugal. Es handelt sich um eine nordwestliche Vorstadt von Lissabon. Sie gehört neben Amadora, Setúbal, Queluz und Agualva-Cacém zu den größten Städten im Vorortgürtel von Lissabon.
An Sehenswürdigkeiten ist vor allem die katholische Kirche Nossa Senhora da Natividade zu nennen. Zu den bedeutendsten Bildungseinrichtungen der Stadt zählt das Colégio Afonso V.

## Geschichte
Funde belegen eine vorgeschichtliche Besiedlung seit dem Mittelpaläolithikum. Die Römer hinterließen eine Vielzahl Spuren, darunter einige Villa rusticas, die Lebensmittel für das nahe Olissipona (heute Lissabon) produzierten. Unter maurischer Herrschaft lebten nach 711 hier Araber. So ist der Ortsname Algueirão arabischen Ursprungs.
Algueirão entwickelte sich zum bedeutendsten Ort im heutigen Gemeindegebiet und wurde in den Registern von 1527 bereits als Gemeindesitz geführt. Noch 1640 war es Sitz einer Gemeinde, um in späteren Verwaltungsreformen Gebieten anderer Gemeinden angegliedert zu werden.
Die heutige Gemeinde Algueirão-Mem Martins wurde am 5. Januar 1962 neu geschaffen, durch Ausgliederung aus São Pedro de Penaferrim und Rio de Mouro. Am 20. Dezember 1965 starben hier beim Eisenbahnunfall von Algueirão 23 Menschen.
Am 1. Februar 1988 wurde Algueirão-Mem Martins zur Kleinstadt (Vila) erhoben.

## Verwaltung
Algueirão-Mem Martins ist eine Gemeinde (Freguesia) im Kreis (Concelho) von Sintra, im Distrikt Lissabon. Sie hat 68.649 Einwohner (19. April 2021) auf einer Fläche 16,0 km².
Die Kleinstadt Algueirão-Mem Martins ist Sitz der Gemeinde und in die Stadtteile Algueirão, Mem Martins, Mercês und Tapada das Mercês gegliedert.
Folgende Ortschaften und Ortsteile liegen in der Gemeinde:
| - A-dos-Rolhados - Algueirão-Velho - Baratã - Barrosa - Casais de Mem Martins - Casal da Mata - Casal da Cavaleira - Casal de São José | - Casal do Choupos - Casal de Ouressa - Coutinho Afonso - Fanares - Maria Dias - Mercês - Pexiligais - Recoveiro | - Sacotes - Santa Teresinha - São Carlos - São Romão - Tapada das Mercês - Telhal - Vale de Milho |

## Verkehr
Algueirão-Mem Martins liegt an der Bahnlinie Lissabon-Sintra. Über die Autobahn A37 ist die Gemeinde an das Fernstraßennetz des Landes angebunden.

## Sport
Die Stadt ist Heimat des 1937 gegründeten Mem Martins Sport Clube. Neben Fußball unterhält der Verein auch Sektionen für Triathlon, Schwimmen, Sportgymnastik, Fitness, Karate, Aikido und verschiedene Tanzstile.
Der 1942 gegründete Sportverein Progresso Clube ist insbesondere für seine Kampfsport-Abteilungen bekannt, etwa die internationalen Titel von Progressos Paulo Calhau im Muay Thai. Zu den weiteren Vereinen in der Gemeinde zählen Recreios Desportivos do Algueirão, Arsenal 72 und die Associação Desportiva Real Academia.

## Söhne und Töchter der Stadt
- André Ventura (* 1983), portugiesischer Professor und Politiker
- Ró-Ró (* 1990), katarisch-kap-verdischer Fußballspieler